# التسلسل الزمني للجبهة الشرقية للحرب العالمية الثانية

فيما يلي الجدول الزمني لأحداث الجبهة الشرقية للحرب العالمية الثانية والتي دارب أحداثها ومعاركها بين ألمانيا النازية وحلفائها من دول المحور من جهة والاتحاد السوفيتي . والتي استمرت احداثها العسكرية فيما بين عامي 1941 وحتى مايو 1945 بسقوط برلين واستسلام ألمانيا، وتمتد خلفيتها التاريخية والعسكرية حتى الأعوام الأولى للحرب وما سبقها من معاهدات وتعاون عسكري بين الاتحاد السوفيتي وألمانيا النازية قبل نقض الأخيرة لها وهجومها على الأراضي السوفيتية عام 1941.

## 1941

### يونيو
- 17 يونيو:
  - فنلندا تبدأ في تعبئة جنودها سرًا استعدادًا لشن عملية سيلبرفاكس وتهيئة القوات الفنلندية للاستيلاء على الأراضي القطبية السوفيتية، في هجوم متزامن مع عملية بارباروسا المزمعة.
- 19 يونيو:
  - الاتحاد السوفيتي يبدأ إجرائات تعتيمية في كامل المدن الحدودية مع ألمانيا النازية، علاوة على تمويه المطارات دون نشر الدفاعات اللازمة، ومع بداية الغزو الألماني لم تكن التدابير الكاملة قد أتُخذت لتمويه المطارات.
- 20 يونيو:
  - ألفريد روزنبرغ، عضو الحزب النازي، يُعلن في خطابه أن مهمة ألمانيا الأولى تكمُن في توفير الغذاء للشعب الألماني، بينما تخرج مسئولية إطعام دول أوروبا الشرقية من دائرة اهتماماتها.
  - الفيرماخت تُخبر القوات الألمانية المحتشدة على الحدود مع الاتحاد السوفيتي عن بدء مناورات وتدريبات عسكرية واسعة النطاق.
  - الطراد السوفيتي الطراد السوفيتي فوروشيلوف ينتهي من تدريباته بعد أسبوع على بدئها.
- 21 يونيو:
  - الملحق العسكري السوفيتي في فرنسا، اللواء إيفان سوسلوباروف، يحذّر رؤسائه في موسكو من غزو ألماني محتمل، وهي الادعائات التي رفضها جوزيف ستالين واصفًا إياها بالاستفزازات البريطانية، وهو ما أيّده لافرينتي بيريا، رئيس هيئة الأمن القومي السوفيتي والذي أكّد لستالين استحالة إقدام القوات الألمانية على غزو الأراضي السوفيتية عام 1941، وهو ما عارضه غيورغي جوكوف، قائد منطقة كييف العسكرية، وبقى الأمر مُعلّقًا حتى الساعة 1905 عندما بعث الملحق العسكري السوفيتي بألمانيا، ميخائيل فورونتسوف بتقديم الأدلة الدامغة حول التحركات الألمانية لغزو الاتحاد السوفيتي، عندها قرر ستالين والبوليتبيورو تأسيس جبهتين جديدتين استعدادًا للحرب مع اتخاذ المواقع الدفاعية، ومع وصول الرسائل للقوات السوفيتية وبداية فك شفراتها، كانت العديد من الوحدات قد أُبيدت بالفعل عن طريق القصف الجوي من جانب سلاح الجو الألماني (الرايخ الثالث)، وبحلول المساء، التقى وزير الخارجية فياتشيسلاف مولوتوف بالسفير الألماني لدى الاتحاد السوفيتي فريدريتش فيرنر فون دير شولنبورغ لسؤاله حول صحة الأنباء المتواترة عن الغزو الألماني، وهو ما أكده السفير الألماني بأنها أخبار مغلوطة، وبعد ساعات من اللقاء، تلقّى السفير الألماني أوامر من قادته بتدمير الوثائق وكتب الشفرات وأجهزة الاتصال والتعمية وإنبائه عن إعلان حرب سيصله في الصباح التالي لتسليمه لوزير الخارجية السوفيتية.
  - أدولف هتلر يبعث ببرقية لحليفه بينيتو موسوليني يخبره فيها عن خطوات الغزو المقبل للاتحاد السوفيتي، وهي البرقية التي لم تصل للزعيم الإيطالي حتى فجر اليوم التالي قبل ساعة واحدة من بدء الهجوم الألماني.
  - مهندس الصواريخ السوفيتي أليكسي ميخائيلوفيتش إيسايف يقترح استخدام الهواء المضغوط بدلًا من المضخات لدفع المقذوفات داخل الصواريخ المقرر تثبيتها في المقاتلات الجديدة.
- 22 يونيو:
  - صدور الأوامر لقادة الجيش الأحمر بحلول الساعة 0100 باتخاذ مواقع دفاعية، وهو ما لم يفلح في تحسين الأوضاع على الأرض بعد نقض القيادة الألمانية لاتفاقية عدم الاعتداء السوفيتية الألمانية وبدء عملية بارباروسا، وبحلول الساعة 0325 قام غيورغي جوكوف بالاتصال هاتفيًا بجوزيف ستالين وإنبائه بأخبار الغزو، وعلى الرغم من ذلك، رفض ستالين إصدار الأوامر بالرد على الهجوم الألماني مقتنعًا أن ما يحدث لا يعدو عن كونه استفزازات ألمانية، وبحلول الساعة 0630 اقتنع ستالين بالعمليات الألمانية بأنها عملية عسكرية واسعة النطاق وأصدر أوامره بالاشتباك مع القوات الألمانية، التي بدأت عملية بارباروسا بنحو 3.5 مليون عسكري جاعلًا منها أكبر العمليات العسكرية في التاريخ لتجتاح الدفاعات السوفيتية البالية التي أصيبت بشلل تام لانقطاع وسائل الاتصال فيما بينها، كما قامت المقاتلات الألمانية بتدمير قرابة 2,000 طائرة حربية سوفيتية، معظمهم على الأرض، مما أعطى القوات الألمانية تفوّقًا جويًا ألمانيًا ملحوظًا بطول الجبهة، وبحلول الساعة 2300 قام وزير الخارجية فياتشيسلاف مولوتوف بإعلان أنباء الغزو على مسامع الشعب السوفيتي.
  - استيقاظ بينيتو موسوليني في تمام الساعة 0300 على أنباء رسالة هامة من حليفه أدولف هتلر، تخبر الأول بأنباء الهجوم الألماني على الاتحاد السوفيتي، مما أثار حفيظة موسوليني لعدم إطلاعه على الأمر مبكرًا، ومع ذلك، أعلن الحرب على الاتحاد السوفيتي، وتبعته رومانيا في نفس اليوم وأعلنت الحرب على الاتحاد السوفيتي.
  - ونستون تشرشل يعرض على الاتحاد السوفيتي جميع المعونات اللازمة لمواجهة الخطر الألماني المحدق.
  - اتهام يهود مدينة دوروهوي الرومانية بالشيوعية والتجسس ونقلهم بالقطارات إلى معسكرات الاعتقال في ترجو جيو وكرايوفا.
  - فيرنر مولديرز ينجح في إسقاط أربعة طائرات، من بينها ثلاث قاذفات ومقاتلة واحدة، ليتمكّن من إضافة السيوف الخاصة بوسام الفارس لوسام الصليب الحديدي، والتي قُدّمت إليه بواسطة أدولف هتلر نفسه في الثالث من يوليو.
- 23 يونيو:
  - صد الهجوم السوفيتي على مدينة تيلسيت ببروسيا الشرقية داخل الحدود الألمانية، في الوقت نفسه تمكّنت القوات الألمانية من عبور نهر بوغ والتوغّل لمسافة خمسين ميل خلف الخطوط السوفيتية، وعلى جانب المعارك الجوية، تمكنت القوات الجوية الألمانية «لوفتوافا» من تدمير 1,200 طائرة سوفيتية أخرى.
  - سلوفاكيا تُعلن الحرب على الاتحاد السوفيتي.
  - هاينرش مولر رئيس الجيستابو يأمر بتشكيل قوات أينزاتسكوماندو تيليست للتخلص من اليهود في ليتوانيا.
  - الغواصة الألمانية يو-144 تتمكن من إغراق الغواصة السوفيتية إم-78 في تمام الساعة 0654 بعد إصابتها بإصابة مباشرة بطربيد على بعد تسعة أميال غرب سواحل فينتسبيلس، مما أسفر عن مقتل أفراد الطاقم بالكامل والبالغ عددهم خمسة عشر فردًا.
  - إغراق الغواصات السوفيتية رونيس وسبيدولا وإس-1 على أيدي أطقمهم أثناء مرابضطهم بميناء لييبايا بلاتفيا مخافة استيلاء القوات الألمانية عليها.
  - غرق المدمرة السوفيتية غنيفني على مقربة من جزيرة هييوما الإستونية بعد ارتطامها بلغم بحري.
  - غرق المدمرة السوفيتية بيستري على مقربة من سواحل سيفاستوبول الأوكرانية بعد ارتطامها بلغم بحري.
  - الفرقة السادسة بانزر تشتبك للمرة الأولى مع دبابات كليمنت فوروشيلوف السوفيتية عند نهر دوبيسا بليتوانيا، ومفاجأة الألمان بامتلاك السوفيت لمثل هذه الدبابات الثقيلة، خاصة بعد مشاهدات القادة الألمان لقذائف المدفعية عيار 105مم ترتد من درع الدبابة السميك، علاوة على تخلص الدبابات السوفيتية من المدرعات والمدافع الألمانية بمجرد العبور فوقها.
  - الطراد السوفيتي فوروشيلوف يقصف مدينة كونستانتسا الرومانية.
- 24 يونيو:
  - مجموعة الجيوش الشمالية تواصل التوغّل داخل ليتوانيا وبيلاروسيا وتتمكن من الاستيلاء على فيلنيوس وكاوناس.
  - المجر تقطع علاقاتها الدبلوماسية بالاتحاد السوفيتي.
  - الاتحاد السوفيتي يعلن تأسيس مجلس يتمتع بقوى سياسية وتنفيذية منوطة بإخلاء المصانع وتفكيكها وإجلاء العمال المتخصصين ونقل المواد الغذائية بعيدًا عن الخطوط الأمامية والتقدّم الألماني.
  - القارب الألماني السريع إس-35 يتمكن من الكشف عن موقع الغواصة السوفيتية إس-3 على مقربة من سواحل مدينة ستينورت البولندية وإطلاق العديد من صواريخ الطربيد عليها، فشلت جميعها في إصابة الغواصة والتي غرقت لاحقًا بعد مهاجمتها بقنابل الأعماق والقنابل اليدوية.
  - إلقاء القبض على بافل ريتشاغوف قائد القوات الجوية السوفيتية وزوجته ماريا نيستيرينكو خلال عمليات تطهير الجيش الأحمر عام 1941 والتي شملت تقديم العديد من قادة الجيش الأحمر ككبش فداء للتغطية على آثار الهزيمة من خلال الاعتقالات والإعدامات.
  - إلقاء القبض على نائب مفوض الشؤون الدفاعية كيريل ميريتسكوف على يد أعضاء المفوضية الشعبية للشؤون الداخلية قبل إطلاق سراحه في سبتمبر من العام نفسه وتوليته قيادة الجيش السابع.
  - فشل الهجوم المضاد الذي شنه إيفان باغراميان ضد القوات الألمانية المتقدمة في أوكرانيا لعدم استعداد القوات السوفيتية للعمليات واسعة النطاق.
- 25 يونيو:
  - الجيش الأول بانزر يستولي على مدينتي دوبنو ولوتسك الأوكرانيتين.
  - القوات الجوية السوفيتية تقصف العديد من المطارات الفنلندية على أمل تدمير الطائرات التابعة للقوات الجوية الألمانية والتي أُشيع مرابضتها في تلك المطارات.
  - الميليشيات الليتوانية المسلحة يرتكبون العديد من المذابح المدبرة بوازع من سلطات الاحتلال الألماني، راح ضحيتها أكثر من 1,500 يهودي.
- 26 يونيو:
  - إسبانيا تبدأ في تنظيم وحدات المتطوعين للقتال في صفوف القوات الألمانية العاملة في الاتحاد السوفيتي.
  - فنلندا تصدر إعلان حرب رسمي ضد الاتحاد السوفيتي.
  - مجموعة الجيوش الوسطى تفلح في غلق جيب بياوتسوك في بولندا، في الوقت الذي تمكنت فيه مجموعة الجيوش الشمالية من الاستيلاء على مدينة داوغافبيلس بلاتفيا، بينما بدأت القوات الجوية الألمانية في قصف مدينة سانت بطرسبرغ السوفيتية، بينما زار جوزيف ستالين مقر الهيئة العامة لقيادة الأركان مرتين في نفس اليوم لبحث الخسائر المتوالية للجيش الأحمر على جبهات القتال المختلفة.
- 27 يونيو:
  - القوات الألمانية تستولي على مدينة بابرويسك ببيلاروسيا ومدينة بشيميسلى ببولندا.
  - المجر تُعلن الحرب على الاتحاد السوفيتي.
  - مجموعة من القوميين الليتوانيين يحتجزون خمسين يهوديًا في إسطبل للخيول بكاوناس وينهالون عليهم ضربًا بالقضبان الحديدية، على مرآى ومسمع من العامة، فيما عُرف باسم مذبحة مرآب ليتوكيس والتي راح ضحيتها جميع المحتجزين.
  - جوزيف ستالين يمنح المفوضين العسكريين السلطات اللازمة لإصدار أحكام بالإعدام ضد جنود الجيش الأحمر على جبهة القتال دون الحاجة لموافقته أو للرجوع له قبل تنفيذ القرار.
- 28 يونيو:
  - القوات الألمانية تجتاح مينسك بعد نجاحها في تطويق سبعة وعشرين فرقة سوفيتية.
  - ألبانيا تعلن الحرب على الاتحاد السوفيتي.
  - وزير الخارجية الألماني يواخيم فون ريبنتروب يبعث برسالة للسفارة اليابانية في برلين مطالبًا اليابان بغزو الاتحاد السوفيتي ونقض اتفاقية الحياد السوفيتية اليابانية ومهاجمة فلاديفوستوك.
  - المفوضية الشعبية للشؤون الداخلية والمفوضية الشعبية لأمن الدولة والنائب العام للاتحاد السوفيتي يوقعون سرًّا فيما بينهم على قانون يحدد ألية استجواب المتهمين بقضايا الخيانة العظمى.
- 29 يونيو:
  - الجيش العشرون يبدأ زحفه نحو مورمانسك شمال روسيا.
  - القوات الرومانية تبدأ في شن عمليات موسّعة ضد اليهود بمدينة ياش، تسفر عن مقتل 10,000 يهودي.
  - الرئيس الأمريكي الأسبق هربرت هوفر يحذّر من مغبّة تقديم المساعدات للاتحاد السوفيتي قائلًا أنه لو دخلت الولايات المتحدة الأمريكية الحرب وانتصرت، فسيزيد هذا من إحكام قبضة ستالين الشيوعية على روسيا، أما لو دخلت الولايات المتحدة الأمريكية الحرب، وانتصر ستالين، فسيزيد هذا من قبضة الشيوعية على أوروبا والعالم أجمع.
  - جوزيف ستالين يبدأ في تشكيل لجنة عليا للدفاع (ستافكا) برئاسته شخصيًا وعضوية كل من فياتشيسلاف مولوتوف رئيس الحكومة ووزير الخارجية وكليمنت فوروشيلوف وزير الدفاع وغريغوري مالينكوف عضو المكتب السياسي للجنة المركزية للحزب الشيوعي السوفيتي أخيرًا لافرينتي بيريا وزير الداخلية ورئيس المفوضية الشعبية للشؤون الداخلية، بعدها تحوّل ستالين إلى الداتشا الخاص به على أطراف موسكو ومكوثه هناك حتى اليوم التالي في إطار إعداده لخطاب للشعب السوفيتي وكتابة مسودة قانونين بخصوص المجهود الحربي السوفيتي.
- 30 يونيو:
  - القوات الألمانية تنجح في احتلال لفوف بأوكرانيا، في الوقت الذي تمكّن فيه الجناح ياغدشفادر 51 بقيادة أوبرستليوتنانت فيرنر مولديرز من إسقاط أكثر من مائة قاذفة سوفيتية حاولت مهاجمة الدبابات الألمانية بالقرب من مينسك.
  - فرنسا الفيشية تقطع علاقاتها الدبلوماسية بالاتحاد السوفيتي.
  - فيرنر مولديرز يتمكّن من إسقاط ثلاث قاذفات سوفيتية أخرى جديدة ليرفع رصيده إلى ثلاثة وثمانين انتصارا جويًّا متفوّقًا على مواطنه مانفرد فون ريشتهوفن الطيّار بالقوات الجوية الألمانية القيصرية والمُلقّب باسم البارون الأحمر أثناء الحرب العالمية الأولى والذي حقق ثمانين انتصارًا جويًّا.
  - جوزيف ستالين ينتهي من تشكيل لجنة عليا للدفاع (ستافكا) برئاسته شخصيًا وعضوية كل من فياتشيسلاف مولوتوف رئيس الحكومة ووزير الخارجية وكليمنت فوروشيلوف وزير الدفاع وغريغوري مالينكوف عضو المكتب السياسي للجنة المركزية للحزب الشيوعي السوفيتي وأخيرًا لافرينتي بيريا وزير الداخلية ورئيس المفوضية الشعبية للشؤون الداخلية.

### يوليو
- 1 يوليو:
  - المجموعة الرابعة بانزر تستولي على ريغا، عاصمة لاتفيا، بينما استمرت المجموعة الثانية بانزر في التقدّم صوب نهر بيريزينا.
  - جوزيف ستالين يعود للكرملين في موسكو كقائد للستافكا حديثة التكوين بمقتضى القانون الصادر في اليوم السابق.
  - الإدارة الألمانية تستصدر قرارًا بشأن تشغيل أسرى الحرب، تم بمقتضاه الدفع بأسرى الحرب الروس لعمل في المعسكرات الألمانية في أعمال الزراعة والبناء والصناعات الثقيلة، مما ساعد على ارتفاع نسبة الوفيات في صفوف الأسرى الروس.
  - الفوج 401 من الطيران البحري السوفيتي تدخل الخدمة مستخدمة الطائرات الحديثة من طراز ميكويان جيروفيتش ميج-3 وتتمكن من تدمير أربع طائرات ألمانية من طراز مسراشمیت بي‌ اف 109 في أولى طلعاتها الجوية تحت قيادة الطيار البطل ستيبان بافلوفيتش سوبرون بطل الاتحاد السوفيتي، كما تمكنت الوحدة نفسها من إسقاط ثمان طائرات أخرى في اليوم التالي دون أي خسائر.
  - غرق الغواصة السوفيتية إم-81 في بحر البلطيق بعد إصابتها بلغم بحري ألماني.
- 2 يوليو:
  - الجيشان الرومانيان الثالث والرابع مدعومان بالجيش الحادي عشر الألماني يشنون هجومًا موسعًا من مولدوفا باتجاه مدينتي فينيتسا وأوديسا الأوكرانيتين، بينما تستمر المجموعة الرابعة بانزر تقدمها شمالًا صوب أوستروف الروسية.
  - اندلاع الاحتجاجات بمدينة لفوف الأوكرانية احتجاجًا على الممارسات العنصرية.
  - كتائب الشرطة اللاتفية تقتل قرابة 400 ليتواني يهودي وتحرق جميع الكُنس بالعاصمة ريغا.
- 3 يوليو:
  - جوزيف ستالين يلقي أولى خطابات الحرب على الشعب السوفيتي ويأمر باتباع استراتيجية الأرض المحروقة لمجابهة التقدم الألماني، في الوقت الذي رفعت فيه القوات الألمانية حصار جيب بياوتسوك بعد الإيقاع بقرابة 300,000 أسير سوفيتي.
  - أدولف هتبر يقلّد فيرنر مولديرز السيوف الخاصة بوسام صليب الفارس للصليب الحديدي.
  - الفوج 402 من الطيران البحري السوفيتي والمتمركزة في إدريتسا، تدخل الخدمة مستخدمة الطائرات الحديثة من طراز ميكويان جيروفيتش ميج-3 وتتمكن من تدمير ستة طائرات ألمانية في أولى طلعاتها الجوية تحت قيادة الطيار البطل بيوتر ستيفانوفسكي بطل الاتحاد السوفيتي، كما تمكنت الوحدة نفسها من إسقاط عدد مماثل من الطائرات في اليوم التالي، يُذكر أن المهام الأساسية لهذا الفوج تضمنت الدعم اللوجستي علاوة على العمليات الاستطلاعية على مستوى منخفض وتجنب الاشتباك المباشر مع طيران العدو قدر المستطاع.
  - جوزيف ستالين يحدّث الشعب السوفيتي عبر الأثير مخاطبًا إياهم بلقب «الأخوة والأخوات» للمرة الأولى في التاريخ.
- 4 يوليو:
  - القوات الألمانية تستولي على أستروف الروسية شمال الاتحاد السوفيتي.
  - وفاة ستيبان بافلوفيتش سوبرون، قائد الفوج 401 من الطيران البحري السوفيتي، إثر إسقاط طائرته من طراز ميكويان جيروفيتش ميج-3 بعد إصابتها بإصابة مباشرة من مدفع القاذفة الألمانية فوكي-وولف إف دبليو 200.
  - المفوضية الشعبية للشؤون الداخلية تلقي القبض على الجنرال دميتري بافلوف لعدم اشتباكه مع القوات الألمانية بعد صدور الأوامر بذلك وتوجيه تهم الإهمال الجسيم وعدم الكفاءة والتآمر على الاتحاد السوفيتي إليه.
- 5 يوليو:
  - تكوين القوات السوفيتية الخاصة، والتي عُرفت لاحقًا باسم الإدارة الرابعة للمفوضية الشعبية للشؤون الداخلية، من قوة قوامها 5,000 فرد، بهدف نشر الفزع في صفوف الخطوط الخلفية للعدو.
  - القوات الألمانية تُكمل توغّلها داخل الأراضي الأوكرانية، حيث تمكّن الجيش السادس الألماني من اقتحام مدينة لفوف بينما استمر زحف المجموعة الأولى بانزر باتجاه مدينتي جيتومير وبيرديتشيف، في الوقت الذي استولت فيه عناصر من الجيش الثالث الروماني من الاستيلاء على مدينة تشرنيوفتسي.
- 6 يوليو:
  - الكوليجيوم العسكري للمحكمة العليا للاتحاد السوفيتي يصدر أحكامًا بالإعدام ضد أربعة شباب لكونهم إخوة وأقرباء نيستور لاكوبا أحد الخصوم السياسيين للافرينتي بيريا.
- 7 يوليو:
  - جوزيف ستالين يجري تغييرات جذرية داخل قيادات الجيش الأحمر من خلال تعيين المارشال كليمنت فوروشيلوف قائدًا للجبهة الشمالية والمارشال سيميون تيموشينكو قائدًا للجبهة الوسطى والمارشال سيميون بوديوني قائدًا للجبهة الجنوبية، في الوقت الذي تمكنت فيه المجموعة الرابعة بانزر من الاستيلاء على مدينة بسكوف الروسية في طريقها نحو سانت بطرسبرغ.
  - ماكسيم ليتفينوف، نائب وزير الخارجية السوفيتي يعلن بالإنجليزية من موسكو ضرورة التعاون المشترك بين كل من الاتحاد السوفيتي والمملكة المتحدة والولايات المتحدة الأمريكية لمواجهة الخطر الألماني، مشيرًا إلى أن الاتحاد السوفيتي يعي تمامًا ما قد يلحق بمصالحه في الغرب من أضرار إذا ما انتصر هتلر في الحرب.
  - تقسيم يوغوسلافيا المحتلة بين ألمانيا وإيطاليا والمجر وبلغاريا واستقلال كرواتيا.
- 8 يوليو:
  - إجبار اليهود في دول البلطيق على ارتداء نجمة داود لتمييزهم عن باقي أفراد الشعب.
  - القوات الألمانية تتم احتلالها لمدينة بسكوف الروسية.
  - بدء إجرائات تقنيين استهلاك المواد الغذائية الأساسية في موسكو وسانت بطرسبرغ وباقي المدن الكبرى في الاتحاد السوفيتي.
- 9 يوليو:
  - عناصر من القوات التابعة للمجموعة الثالثة بانزر تبدأ في احتلال مدينة فيتيبسك البيلاروسية.
  - جوزيف ستالين يمنح نيكولاي فوزنيسينيسكي، مدير غوسبلان، كافة الصلاحيات لترسيم مسودة السياسة الإنتاجية الجديدة للاتحاد السوفيتي بأكمله بما يتوافق مع اقتصاديات الحرب وظروف الوضع الراهن الذي تمر به البلاد.
  - اجتماع مهندسو الطائرات السوفيت لوضع تقرير نهائي حول نتائج الأبحاث المتتالية وتقديمها لجوزيف ستالين والمختصة باستخدام المحركات الصاروخية في الجيل الجديد من المقاتلات السوفيتية.
- 10 يوليو:
  - القوات الألمانية تعبر نهر دنيبر في أوكرانيا وتواصل توغّلها داخل الأراضي السوفيتية.
  - القوات الفنلندية تشن هجومًا باتجاه بحيرة لادوغا شمال سان بطرسبرغ.
  - يواخيم فون ريبنتروب يطالب اليابان للمرة الثانية بمهاجمة فلاديفوستوك بالشرق الأقصى السوفيتي.
  - تعيين ليف ميخليس نائبًا للمفوضية الشعبية للدفاع.
- 11 يوليو:
  - قوات المجموعة الأولى بانزر تصبح على مشارف العاصمة الأوكرانية كييف.
- 12 يوليو:
  - فيرنر مولديرز يعلن إسقاط وحدته، ياغدشفادر 51، لخمسمائة طائرة سوفيتية خلال العشرين يومًا الأولى من عملية بارباروسا في مقابل خسارة وحدته لثلاثة طائرات فقط.
  - توقيع الاتفاق الأنغلو-سوفيتي بين الاتحاد السوفيتي والمملكة المتحدة والذي نص على التعاون والدعم المشترك بين البلدين، كذلك عدم انفراد أي من البلدين بمحادثات سلام أحادية الجانب مع أي من دول المحور، وذلك بعد أربعة أيام من وصول البعثة العسكرية السوفيتية للعاصمة البريطانية لندن.
- 13 يوليو:
  - مجموعة الجيوش الشمالية تواصل تقدمها صوب لوغا، شمال روسيا.
- 14 يوليو:
  - أدولف هتلر يأمر بتحويل المجهود العسكري الألماني لتصنيع الغواصات والطائرات بدلًا من الدبابات والمدافع وذلك في ضوء الانتصارات المتتالية للقوات الألمانية على الجبهة الشرقية ووصول مجموعة الجيوش الوسطى لنهر لوغا شمال روسيا.
  - هيروشي أوشيما، سفير إمبراطورية اليابان لدى ألمانيا النازية يبلغ وزير الخارجية الألماني يواخيم فون ريبنتروب، موافقة يوسوكه ماتسوكا، وزير الخارجية الياباني، على الطلب الألماني المقُدّم للحكومة اليابانية بتاريخ 10 يوليو 1941 بغرض مهاجمة مدينة فلاديفوستوك السوفيتية، على الرغم من معارضة الحكومة اليابانية للاقتراح المقُدّم بإجماع الأصوات.
  - استخدام راجمات الصواريخ كاتيوشا للمرة الأولى في معارك الجبهة الشرقية خلال معركة سمولينسك الأولى والتي انتهت بهزيمة القوات السوفيتية بقيادة المارشال سيميون تيموشينكو على يد مجموعة الجيوش الوسطى والمجموعتين الثانية والثالثة بانزر.
- 15 يوليو:
  - القوات الألمانية تتمكن من تطويق مدينة سمولينسك الروسية.
  - فيرنر مولديرز يحقق انتصاريه رقمي مائة ومائة وواحد ضد الاتحاد السوفيتي ليتمكّن من إضافة الألماس الخاص بوسام الفارس لوسام الصليب الحديدي، والذي قُلّده إياه الزعيم الألماني أدولف هتلر شخصيًا.
  - غواصة فئة تشوكا تهاجم مطاردتي الغواصات الألمانيتين يو جيه-177 ويو جيه-178 التابعتين للقوات الاحتياطية لسلاح البحرية على مقربة من سواحل كيبيرغ النرويجية باستخدام الطوربيد دون إحداث خسائر للقطع البحرية الألمانية.
  - القوات السوفيتية تبدأ في تنفيذ هجوم مضاد ضد القوات الألمانية في المنطقة المحيطة ببحيرة إلمن على مشارف سان بطرسبرغ.
  - القوات الخاصة السوفيتية تهاجم جزيرة مورغونلاند الفنلندية وتتمكن من أسر الضباط الخمسة المتمركزين في محطة المراقبة الموجودة على الجزيرة.
- 16 يوليو:
  - أدولف هتلر يوافق على تعيين ألفريد روزنبرغ وزيرًا لحكومة الرايخ بالأراضي الشرقية المحتلة وذلك خلال الاجتماع الذي عُقد بمركز قيادة أدولف هتلر في بروسيا الشرقية، وهو الاجتماع الذي حضره كل من هيرمان غورينغ، وفيلهلم كايتل، ومارتن بورمان، وهانز لامرز والذي أوضح أدولف هتلر خلاله نظرته المستقبلية لأوروبا الشرقية من خلال ضم أراضي دول البلطيق لألمانيا وتسكين العرقيات الألمانية في القرم، علاوة على الامتيازات الألمانية في القوقاز، ومنح سان بطرسبرغ لفنلندا.
  - أدولف هتلر يصدر تعليماته بضم أوكرانيا وشبه جزيرة كولا إلى أراضي الرايخ الألماني الأعظم مستقبلًا، مع منح أراضي كاريليا الشرقية لفنلندا، في الوقت الذي وجه فيه بعض قادته سرًا لوضع الخطط المناسبة لإمكانية ضم فنلندا للأراضي الألمانية في المستقبل.
  - سقوط الملازم ياكوف دجوغاشفيلي، ابن جوزيف ستالين من زوجته الأولى، أسيرًا في أيدي القوات الألمانية.
  - أناتولي نيكولايفيتش ميخييف، المهندس العسكري وعضو المفوضية الشعبية للشؤون الداخلية يرفع عارضة اتهام لجوزيف ستالين ضد سيميون تيموشينكو يتهمه فيها بالخيانة العظمى، وعلى الرغم من اطلاع جوزيف ستالين عليها إلا أنه لم يُصدر أي قرار توقيفي ضده أو يأمر بالتحقيق معه، بل اكتفى بإزاحته من منصبه كمفوض الشؤون الدفاعية بعد أيام من اتهامه ليستخدم جوزيف ستالين الواقعة كذريعة للاستئثار بالمنصب.
- 17 يوليو:
  - مجموعة الجيوش الجنوبية تتمكن من تطويق 20 فرقة سوفيتية وإبادة الجيشين السادس والثاني عشر السوفيتيين بالقرب من مدينة أومان الأوكرانية، فيما يستمر تقدم الجيش الثالث الروماني جنوبًا وعبوره نهر دنيستر، جنوب أوكرانيا، بنجاح.
  - ألفريد روزنبرغ يتولى رسميًا مهام منصبه الجديد كوزير لحكومة الرايخ بالأراضي الشرقية المحتلة ويبدأ في مباشرة مهامه المتلخصة في ألمنة الأراضي المحتلة وطرد وإبادة اليهود.
  - هاينز جوديريان يتحصّل على أوراق الصنوبر الخاصة بوسام الفارس لوسام الصليب الحديدي كقائد للمجموعة الثانية بانزر نظير ما حققه من انتصارات منذ بداية الحملة الألمانية على الأراضي السوفيتية.
  - عودة المفوضون السياسيون للهيكل التكويني للجيش والبحرية السوفيتية.
  - أوبر جروبن فوهرر رینهارد هایدریش يأمر وحدات الأينزاتسغروبن الأربعة بالتخلص من المجتمعات اليهودية والروماوية في كافة المناطق الواقعة داخل نطاق سيطرته المباشرة.
  - إعادة دمج مديرية الدفاع الثالثة في الهيكل الأساسي للمفوضية الشعبية للشؤون الداخلية تحت اسم دائرة الأقسام الخاصة للمفوضية الشعبية للشؤون الداخلية، وتعيين فيكتور أباكوموف مديرًا لها وسولومون ميلشتاين نائبًا له.
- 19 يوليو:
  - أدولف هتلر يأمر المجموعة الثانية بانزر بالتحرك جنوبًا صوب العاصمة الأوكرانية كييف فور إتمام احتلال مدينة سمولينسك الروسية، وهو ما اعترض عليه قائد المجموعة الثانية بانزر، هاينز جوديريان، مشددًا على أن العاصمة الروسية موسكو هي الهدف الإستراتيجي الأول لعملية غزو الاتحاد السوفيتي، وهو ما لم يلتفت إليه الزعيم الألماني الذي بات مُصرًّا على قراره.
  - جوزيف ستالين يُعلن نفسه رسميًا مفوضًا للشؤون الدفاعية.
  - اشتعال القتال الدائر بين القوات السوفيتية ونظيرتها الألمانية حول بحيرة بيبوس بالقرب من سان بطرسبرغ.
  - فيكتور أباكوموف يتولى رسميًا منصب مدير دائرة الأقسام الخاصة للمفوضية الشعبية للشؤون الداخلية.
- 20 يوليو:
  - الاتحاد السوفيتي يستأنف علاقاته الدبلوماسية مع الدول التي احتلتها ألمانيا النازية.
  - ترقية فيرنر مولديرز لرتبة أوبرست ونقله من الجبهة وإلحاقه بالعمل في وزارة الطيران ببرلين.
  - غرق المدمرة السوفيتية ستريميتلني على مقربة من سواحل كوفيودن النرويجية، شمال مورمانسك، بعد قصفها من قِبل طائرة ألمانية.
  - تنحي فسيفيولود ميركولوف عن منصبه كمفوض لأمن الدولة بعد ضم المفوضية لمفوضية الشعبية للشؤون الداخلية.
- 21 يوليو:
  - بداية العمل في معسكر مايدانيك الواقع بالقرب من مدينة لوبلين البولندية.
  - غرق الغواصة السوفيتية إم-94 في بحر البلطيق بعد إصابتها بصواريخ طوربيدية من الغواصة الألمانية يو-140، وإنقاذ كافة أفراد الغواصة السوفيتية عن طريق الغواصة السوفيتية إم-96 العاملة على مقربة من سواحل جزيرة هييوما الإستونية.
  - القوات السوفيتية تخلي مواقعها على طول نهر دنيستر بغرب أوكرانيا، في الوقت نفسه، وعلى مشارف العاصمة البيلاروسية مينسك، عناصر من قوات الوحدة الوقائية تأمر ثلاثين مواطنًا بحفر حفرة لدفن خمسة وأربعين يهوديًا أحياء، قبل أن يتم إعدام الجميع رميًا بالرصاص مع رفض المواطنين للامتثال للأمر.
  - إقلاع مائة وسبعة وعشرين قاذفة ألمانية من مطار بالقرب من سمولينسك لتبدأ سلسلة من أمواج القصف الجوي المتلاحقة ضد العاصمة السوفيتية موسكو، وسماع دوي صافرات الإنذار للمرة الأولى في المدينة، من جانبها، تمتعت المدينة بمنظومة قوية للدفاع الجوي، كما تمكّن المواطنون من الاحتماء داخل محطات مترو أنفاق موسكو حديثة الإنشاء، في الوقت الذي تمكنت فيه الطائرات الألمانية من رصد عدد محدود من المقاتلات الليلية السوفيتية.
- 22 يوليو:
  - الجنرال دميتري بافلوف (جنرال) يسجّل اعترافاته من داخل سجن ليفورتوفو، مشيرًا إنه على الرغم من تواجد ستمائة تحصين مدفعي بطول خط المواجهة مع القوات الألمانية إلا أن مائة وتسعة وستين منهم فقط هو كل ما احتوى مدافع فعليًا، علاوة على بعض الحقائق الأخرى التي أظهرت استحالة شن هجوم مضاد ضد القوات الألمانية كما أمر جوزيف ستالين، وعلى الرغم من ذلك، لم تعترف سلطات التحقيق بمثل هذه الحقائق وقامت بإدانته وإصدار حكم بالإعدام ضده تم تنفيذه عشيّة اليوم نفسه.
  - دمج المفوضية الشعبية لأمن الدولة داخل المفوضية الشعبية للشؤون الداخلية.
- 23 يوليو:
  - سقوط مدينة برست البيلاروسية في أيدي القوات الألمانية بعد شهر من الحصار المستمر وبداية معارك الدفاع عن أخر المعاقل السوفيتية في المدينة.
- 25 يوليو:
  - فيرنر مولديرز يسافر إلى كنتجن حيث وكر الذئب للقاء أدولف هتلر، وهيرمان غورينغ، وفيلهلم كايتل.
- 26 يوليو:
  - القوات الألمانية تتمكن من تطويق وتدمير ثلاثة جيوش سوفيتية كاملة بالقرب من مدينة موغيليف البيلاروسية.
  - مقتل 3,800 يهودي ليتواني خلال عمليات قتل مدبرة في كاوناس.
  - أدولف هتبر يقلّد فيرنر مولديرز الألماس الخاص بوسام صليب الفارس للصليب الحديدي.
  - القاذفات الألمانية تقصف العاصمة السوفيتية موسكو، وسقوط العديد من القنابل بالقرب من الكرملين، في الوقت الذي تمكنت فيه المصورة الأمريكية مارغريت بورك-وايت من تسجيل العديد من تلك اللقطات.
- 27 يوليو:
  - مقر القيادة الإمبراطوري العام يعلن رسميًا عن نيته في التحرك العسكري جنوبًا، متخليًا عن طموحاته السابقة في غزو الأراضي السوفيتية.
  - القوات الألمانية تستولي على العاصمة الإستونية تالين.
  - أدولف هتلر يطالب الزعيم الروماني يون أنتونيسكو بغزو واحتلال الأراضي الأوكرانية الواقعة فيما بين نهري دنيستر وبوغ.
  - فيلهلم كايتل يأمر بإعدام كافة النسخ لأمر القيادة العليا للفيرماخت الصادر بتاريخ 13 مارس 1941، بشأن إلغاء المحاكمات العسكرية للمدنين المرتكبين لجرائم في حق القوات الألمانية داخل الأراضي الشرقية المحتلة، وضرورة قيام أفراد القوات الألمانية أنفسهم بفرض العقاب اللازم لتلك الجرائم دون محاكمات بالصورة الملائمة، والتي تضمن عدم تكرارها، ومع ذلك، ظهرت العديد من النسخ أثناء محكمة نورنبيرغ واستُخدمت كدليل إدانة ضد الأفراد المعنيين.
  - إعدام أربعة شباب كونهم إخوة وأقرباء نيستور لاكوبا أحد الخصوم السياسيين للافرينتي بيريا في ضوء الأمر الصادر ضدهم من الكوليجيوم العسكري للمحكمة العليا للاتحاد السوفيتي.
- 28 يوليو:
  - القوات الألمانية تبدأ في سحق جيب سمولينسك والذي تمكنت فيه القوات الألمانية من تطويق الجيوش السادسة عشر، والتاسعة عشر، والعشرون السوفيتية.
  - وصول اللجنة الطبية الخاصة، التي أمر هاينريش هيملر بتكوينها، إلى معسكر أوشفيتز بيركينو، وذلك من أجل اختيار مجموعة من السجناء الذين يعتبروا مرشحين جيدين لبرنامج القتل الرحيم، وذلك في إطار الخطة الموضوعة لمسودة عمل البرنامج نفسه، والذي بدأ عام 1940 بانتقاء النزلاء المصابين بأمراض لا أمل في شفائهم منها، وامتدت مظلة الاختيارات لتشمل اليهود من منتصف عام 1941، وأخيرًا نزلاء معسكرات الاعتقال، وقد اختارت اللجنة 573 نزيلًا، أغلبهم من السجناء البولنديون المرضى، والمقيمين في عنبر 15 بالمعسكر، حيث تم إبلاغهم بإجرائات نقلهم إلى معسكر أخر حيث أعمال يدوية أخف نظرًا لأحوالهم الصحية، وفي أخر لحظة تم إضافة المجرمين الألمانيين يوهان سيغروث والكابو إرنست كرانكيمان إلى قائمة النزلاء المراد ترحيلهم، بعدها نُقل الجميع إلى قلعة زوننشتاين تحت حراسة مشددة من فرانتز هوسلر، قبل أن يتم إعدام الجميع في غرف الغاز باستخدام أول أكسيد الكربون.
- 29 يوليو:
  - غيورغي جوكوف يستقيل من منصبه كرئيس هيئة الأركان العامة.
- 31 يوليو:
  - رینهارد هایدریش يتلقى التعليمات الأخيرة من هيرمان غورينغ بخصوص البدء في تفعيل سياسات الحل الأخير للمسألة اليهودية.
  - الزعيم الروماني يون أنتونيسكو يوافق على طلب نظيره الألماني، أدولف هتلر، بغزو واحتلال الأراضي الأوكرانية الواقعة فيما بين نهري دنيستر ونهر بوغ.
  - المدمرة السوفيتية سوكروشيتلني تلتقي مع زارعة الألغام البريطانية إتش إم إس أدفنشر (إم32) عند مدخل البحر الأبيض شمال روسيا.

### أغسطس
- 1 أغسطس:
  - جوزيف ستالين يبدي إعجابه بما توصلت إليه أبحاث المهندسين العسكريين السوفيت فيما يختص باستخدام المحركات الصاروخية لتطوير جيل جديد من المقاتلات السوفيتية، ويصدر أمرًا أواخر يوليو المنصرم، حاملًا تاريخ الأول من أغسطس، ببناء نسخة تجريبية من المقاتلات الجديدة في فترة لا تطول عن شهر واحد.
  - زارعة الألغام البريطانية إتش إم إس أدفنشر (إم32) تصل ميناء أرخانغلسك على البحر الأبيض شمال روسيا، لتوصيل شحنة من الألغام البحرية.
- 2 أغسطس:
  - غرق الغواصتان السوفيتيتان إم-99 وإس-11 بعد اصطدامهما بألغام بحرية ألمانية في بحر البلطيق.
  - كرواتيا تبدأ علاقاتها الدبلوماسية مع دولة مانشوكو العميلة لليابان.
  - صدور الأوامر لأفراد المفوضية الشعبية للشؤون الداخلية بإلقاء القبض على كل جندي يُصيب نفسه عمدًا ومحاكمته طبقًا للأحكام العسكرية المُطبقة على الفارين من ميدان القتال.
- 3 أغسطس:
  - نهاية معركة سمولينسك (1941) بنجاح القوات الألمانية في تطويق وأسر قرابة 38,000 جندي سوفيتي.
  - نجاح الجيش الرابع الروماني بقيادة الجنرال نيكولاي تشيوبركا في اجتياز نهر دنيستر بأوكرانيا.
- 4 أغسطس:
  - زيارة أدولف هتلر لفيدور فون بوك بمقر قيادة مجموعة الجيوش الوسطى بالاتحاد السوفيتي، وفشل فون بوك في تنفيذ مخططه بإلقاء القبض على هتلر لسوء تقدير القائد الألماني لعدد أفراد الحرس الشخصي المُصاحب لهتلر.
  - هتلر يًصدر أوامره للالجيش الثالث بانزر بقيادة هرمان هوث بالتحرّك شمالًا لدعم الجيش الثاني عشر بقيادة فيلهلم ريتر فون ليب، كما أصدر أوامر مماثلة للالجيش الثاني بانزر#.D8.A7.D9.84.D9.85.D8.AC.D9.85.D9.88.D8.B9.D8.A9 .D8.A7.D9.84.D8.AB.D8.A7.D9.86.D9.8A.D8.A9 .D8.A8.D8.A7.D9.86.D8.B2.D8.B1 بقيادة هاينز جوديريان بالتحرّك جنوبًا لدعم مجموعة الجيوش أ بقيادة بول لودفيغ إيفالد فون كلايست.
- 5 أغسطس:
  - القوات الرومانية تقترب من مشارف مدينة أوديسا الأوكرانية.
- 6 أغسطس:
  - التقارير الألمانية الأولى حول تطوّر الأوضاع في روسيا تشير إلى نجاح القوات الألمانية في الإيقاع بقرابة 900,000 أسير، وأسر وتدمير 13,100 دبابة و10,000 مدفع ثقبل وإسقاط 9,100 طائرة.
  - الملازم طيّار هانز ثورنر من الجناح كامفغيشفادر 55 ينال وسام الصليب الحديدي برتبة فارس.
- 7 أغسطس:
  - جوزيف ستالين يرتقي منصب جنراليسموس الاتحاد السوفيتي.
- 8 أغسطس:
  - إعلان زوال مملكة يوغسلافيا وضم مساحات شاسعة من أراضيها لإيطاليا.
  - هيئة الأركان الرومانية تُصدر البيان العسكري رقم 31 بخصوص الاستيلاء على أوديسا وهزيمة القوات السوفيتية في أوكرانيا.
  - المُدمّرة السوفيتية فاليريان كويبيشيف تلتقي مع الغواصة البريطانية إتش إم إس تيغريس (إن63) شمال روسيا.
  - جوزيف ستالين يأمر بتشكيل ثمان أفواج هاون برتبة حرس وتحت القيادة المباشرة للستافكا لتشغيل راجمات الصواريخ كاتيوشا.
  - تدمير الجيشين السادس والثاني عشر السوفيتين تمامًا بعد محاصرتهما في جيب أومان وإيقاع القوات الألمانية بأكثر من 100,000 أسير.
- 9 أغسطس:
  - الغواصة السوفيتية تش-307 (تريسكا) بقيادة نيكولاي بيتروف تنجح في إغراق الغواصة الألمانية يو-144 بعد إصابتها بصواريخ الطوربيد غرب جزيرة هيوما ببحر البلطيق.
  - الفوج الروماني الثلاثون (فوج دوروبانتي) يحتل قرية بونياتوفكا، بينما استولت باقي الوحدات الرومانية على مدينة رازدلنايا المحورية.
- 12 أغسطس:
  - اللجنة المركزية للحزب الشيوعي السوفيتي تُصدر أوامرها لقوات الأمن بنقل كافة الأفراد من جمهورية الفولجا الألمانية الاشتراكية السوفيتية ذاتية الحكم إلى آسيا الوسطى وسيبيريا.
  - البوليتبورو السوفيتي يُصدر عفوُا عامُا عن الآلاف من الأسرى البولندببن مُقابل تشكيل وحدات عسكرية لمحاربة القوات الألمانية وتحت قيادة فلاديسلاف أندرس.
  - سيميون تيموشينكو يُصدر مسودة قرار عسكري بشأن إعدام الفارين من أرض المعركة، بعدها بأربعة أيام يُصدّق جوزيف ستالين على القرار نفسه والذي يصدر بصورة الأمر رقم 270.
- 13 أغسطس:
  - جوزيف ستالين يأمر بالإفراج عن الأسرى البولنديين منذ عام 1939 لتكوين الجيش البولندي في روسيا.
- 14 أغسطس:
  - تعرّض سفينة الشحن السوفيتية سيبر لهجوم من قِبل الطيران الألماني أثناء نقلها 2,500 جندي جريح من إستونيا، ولم ينج من الهجوم سوى أعداد ضئيلة ممن كانوا على ظهر السفينة.
- 16 أغسطس:
  - ستالين يوافق على خطة الإعانة الأنغلو-أميركية.
  - القوات الألمانية تستولي على مدينة نوفغورود الروسية.
  - ستالين يُصدر الأمر رقم 270 بشأن إعدام الفارين من أرض المعركة وإلقاء القبض على ذويهم.
  - مجموعة الجيوش الوسطى الألمانية تستولي على قاعدة نيكولاييف البحرية بمدينة ميكولايف الأوكرانية، في الوقت الذي شنت فيه القوات الرومانية هجومًا جديدًا على أوديسا.
- 17 أغسطس:
  - القوات الألمانية تستولي على مدينة نارفا الإستونية.
  - القوات الرومانية تسيطر على خزّانات المياة في أوديسا بعدما تكبدت خسائر ثقيلة في الأفراد.
- 18 أغسطس:
  - راديو بلغراد يذيع تسجيلُا قديمُا لأغنية لال أندرسون، ليلي مارلين، عُثر عليها في سراديب راديو فينا، وهي الأغنية التي حققت نجاحا باهرًا ضمن صفوف القوات الألمانية، حيث تلقّت الإذاعة طلبات بإعادة بث الأغنية مرارًا من قِبل جنود الفيلق الإفريقي، كما حققت الأغنية نجاحًا مماثلًا بين صفوف القوات البريطانية وجنود دول الكومنولث بعد ترجمة كلمات الأغنية إلى الأنجليزية.
  - القوات الألمانية تُقيم رأس جسر على نهر الدنيبر عند زابوروجييه جنوب أوكرانيا، كما شنّت هجومًا على مدينة خيرسون على الضفة الغربية للنهر جنوبُا، كما قامت طائرات تابعة للجناح كامفغيشفادر 27 بقصف ميناء أوديسا وتدمير السُفن المرابضة فيه، كما تمكنا زورقا طوربيد رومانيين؛ إن إم إس فيسكولول وإن إم إس فيليا، من إغراق مدمرة سوفيتية في عرض البحر جنوب أوديسا.
- 19 أغسطس:
  - يواخيم فون ريبنتروب يُطالب اليابان مجددًا بمهاجمة مدينة فلاديفوستوك بشرق الاتحاد السوفيتي، وهو ما قوبل بالرفض من اليابان بحجة طول الوقت المطلوب للتحضير لهذه الحملة.
  - الفيلق العاشر ينجو من عملية تطويق عند بحيرة إلمن شمال روسيا بعد هجوم مُضاد ناجح من قِبل الفيلق السادس والخمسين.
- 20 أغسطس:
  - تكوين الفوج مائتين وخمسين مشاة والمعروف بالفرقة الزرقاء من المتطوعين الإسبان وبداية تحرّكه صوب بولندا.
  - القوات الألمانية تبدأ حصار لينينغراد.
  - الجيش الحادي عشر يستولي على مدينة خيرسون الأوكرانية، في الوقت الذي تمكنت فيه القاذفات الرومانية من تدمير قطار مدرع سوفيتي في مدينة أوديسا.
- 21 أغسطس:
  - أدولف هتلر يأمر بمحاصرة مدينة لينينغراد وليس الاستيلاء عليها.
  - أدولف هتلر يُصدر أوامره بنقل الوحدات العسكرية من محيط العاصمة السوفيتية موسكو وتحويلها صوب لينينغراد، في محاولة منه للربط بين القوات الألمانية والفنلندية ودعم القوات المُقاتلة في أوكرانيا أثناء تقدمها صوب حقول البترول في القوقاز.
  - مغادرة أولى القوافل القطبية، والمُسماة درويش، من ميناء هفالفيورد بأيسلندا متجهة صوب أرخانغلسك شمال روسيا.
- 22 أغسطس:
  - سفينة الركاب السوفيتية بوموري تصطدم بلغم بحري مما يتسبب في مقتل ستين فردًا ونجاة عشرين أخرين.
- 23 أغسطس:
  - أدولف هتلر يرفض اقتراح هاينز غوديريان بمهاجمة موسكو بدلًا من تحريك القوات الألمانية جنوبًا.
- 24 أغسطس:
  - القوات الرومانية تعاني خسائر فادحة في المعدات والأفراد جراء الهجوم السوفيتي المُضاد عند أوديسا.
- 25 أغسطس:
  - غرق كاسحة الألغام السوفيتية تي-898 في بحر بارنتس على بُعد 80 ميل شرق رأس جرني شمال روسيا بعد اعتراض الغواصة الألمانية يو-752 لمسارها الساعة 1011 مما أسفر عن مقتل واحد وأربعين فردًا ونجاة إثنين.
- 26 أغسطس:
  - مجموعة الجيوش الشمالية تحاصر القوات السوفيتية المتواجدة عند فيليكي لوكي وتدمرها تمامًا.
  - تدمير سفينة الدعم السوفيتية ماريا أوليانوفا في بحر بارنتس على بُعد 27 ميل شمال منارة تيريبيرسكي شمال روسيا بعد إصابتها بصاروخي طوربيد من الغواصة الألمانية يو-571 الساعة 0459 مما ترتب عليه شطب السفينة من سجل الخدمة السوفيتي.
  - القوات البريطانية تستولي على مدينة عبادان الإيرانية وتسيطر على المنشآت النفطية بالمدينة، بينما أحكمت القوات السوفيتية قبضتها على مدينة تبريز الشمالية في الوقت الذي استمرت فيه القاذفات في قصف العاصمة طهران.
  - القوات المجرية تلقي القبض على 18,000 يهودي في كاميانتس-بوديليسكي.
  - أدولف هتلر وبينيتو موسوليني يتفقدان قوات المحور في مدينة أومان.
- 27 أغسطس:
  - الفرقة الزرقاء ننطلق من الحدود البولندية الليتوانية سيرًا على الأقدام متجهًا صوب مدينة سمولينسك.
  - مجموعة الجيوش الشمالية تستولي على العاصمة الإستونية تالين.
- 28 أغسطس:
  - المفوضية الشعبية للشؤون الداخلية تقوم بنسف سد زابورجيه الكهرمائي لمنع الألمان من استخدامه، مما أدى لوفاة آلاف المدنيين نتيجة الفيضانات.
  - أسطول البلطيق يغادر إستونيا باتجاه كرونشتات تحت قيادة اللواء بحري فلاديمير تريبيوتس، وفي الطريق تعطلت مسيرة الأسطول بسبب حقل ألغام عند رأس يوميندا، مما عرّض الأسطول للقصف من قِبل المدفعية الشاطئية والهجوم الجوي من القاذفات الألمانية وهجمات زوارق الطوربيد الألمانية والفنلندية، وهو ما أسفر عن غرق خمسة عشر سفينة حربية وخمسة عشر سفينة نقل.
  - قوات المحور تشن هجومًا جديدًا على مدينة أوديسا.
- 29 أغسطس:
  - القوات السوفيتية تقوم بإخلاء البرزخ الكاريلي بعد استيلاء نظيرتها الفنلندية على مدينة فيبورغ شمال روسيا.
- 30 أغسطس:
  - القوات الألمانية تستولي على مدينة مغا بلينينغراد أوبلاست قاطعة بذلك أخر خطوط السكك الحديدية المؤدية لمدينة لينينغراد.
  - المجموعة الأولى بانزر التابعة لمجموعة الجيوش الجنوبية تحت قيادة بول فون كلايست والمجموعة الثانية بانزر التابعة لمجموعة الجيوش الوسطى تحت قيادة هاينز غوديريان تبدأن في الالتفاف حول الجبهة السوفيتية الجنوبية الغربية بقيادة ميخائيل كيربونوس عند العاصمة الأوكرانية كييف.
  - القوات الرومانية تستولي على مدينة كوبانكا الأوكرانية قيل أن تستعيدها القوات السوفيتية في اليوم نفسه.
  - يواخيم فون ريبنتروب يُطالب الإمبراطورية اليابانية في شخص الأدميرال سويمو تويودا مرة أخرى بمهاجمة مدينة فلاديفوستوك، وهو ما قوبل بالرفض مجددًا بحجة طول الوقت المطلوب للتحضير لهذه الحملة.
  - المدمرات السوفيتية غروزني، وأوريتسكي، وكويبيتشيف تقدن أولى قوافل الحلفاء القطبية، درويش، عبر نهر دفينا ثم إلى مدينة أرخانغلسك، وقد أعرب أطقم هذه السُفن التجارية عن استيائهم من عدم تعاون القوات السوفيتية بالشكل الأمثل مما اضطرهم لإفراغ شحنات السفن بأنفسهم، قبل أن يجبروا على العودة للسفن من قِبل عناصر القوات الداخلية وذلك لافتقارهم للتصاريح المطلوبة للنزول إلى الشواطئ السوفيتية.
- 31 أغسطس:
  - أسطول البلطيق يُتم إخلائه من تالين بوصول مائة وخمسة وستين سفينة ما بين عسكرية وتجارية إلى كرونشتات وعلى متنهم 28,000 فرد مدني وعسكري.

### سبتمبر
- 1 سبتمبر:
  - الطرّاد كۇلن يدعم عمليات احتلال جزيرتي هيوما وأۇزل، وينجح في تعطيل السوفيتية عند رأس ريستنا.
  - السريّة التاسعة من الكتيبة 322 التابعة لقوات الشرطة الألمانية تشارك في إعدام أكثر من 900 يهودي بمنطقة مينسك ببيلاروسيا، في اليوم نفسه قام فوج الشرطة الألمانية الجنوبي بإعدام 88 يهوديًّا، بينما قامت الكتيبة 320 بإعدام 380 أخرين.
  - النسخة التجريبيّة من الطائرة الصاروخية بريزنياك-إيسايف بي أي-1 تًجري أولى رحلاتها للطيران بدون محرك من خيمكي بأوبلاست موسكو.
- 3 سبتمبر
  - مجموعة من الجنود السوفيت بقوام فرقة يقودها ضباط المفوضية الشعبية للشؤون الداخلية تتوجه جنوبًا لاعتقال وترحيل المواطنين السوفيت من أصول ألمانية، وبحلول يناير من عام 1942 تمكّنت هذه القوات من ترحيل ما يقرب من 800,000 مواطن إلى أقصى الشرق السوفيتي.
  - القوات الألمانية والرومانية تستوليان على قرية فاكارجاني بأوديسا، أوكرانيا.

## وصلات خارجية
- (بالإنجليزية) تأريخ الحرب العالمية الثانية من موقع World War II Database